# فاینال فانتزی ۷: ظهور کودکان
فاینال فانتزی ۷: نجات کودکان (به ژاپنی: ファイナルファンタジーVII アドベントチルドレン Fainaru Fantajī Sebun Adobento Chirudoren) یک فیلم پویانمایی ژاپنی در ژانر خیال‌پردازی علمی، به کارگردانی تتسویا نومورا و نویسندگی کازوشیگه نوجیما است. ظهور کودکان توسط شرکت بازی‌سازی اسکوئر انیکس و ویژوال وورکس ساخته شده و یکی از قسمت‌های مجموعه گردآوری فاینال فانتزی ۷ است که اقتباسی از فاینال فانتزی ۷، یکی از بازی‌های رایانه‌ای موفق نقش‌آفرینی در سال ۱۹۹۷ است. ظهور کودکان وقایع دو سال بعد از نسخه بازی را روایت می‌کند و تمرکز آن بر روی یک گروه سه نفره است که کار آن‌ها ربودن کودکان مبتلا به یک بیماری ناشناخته به نام جئواستیگما است.
فاینال فانتزی ۷: ظهور کودکان در تاریخ ۱۴ سپتامبر ۲۰۰۵ بر روی دی‌وی‌دی در ژاپن منتشر گردید. نسخه با وضوح بالا آن نیز بر روی دیسک بلو-ری در تاریخ ۲ ژوئن ۲۰۰۹ در دسترس قرار گرفت. این فیلم نقدهای مختلفی از منتقدین دریافت نمود، درحالی که کار گرافیکی و پویانمایی آن مورد تقدیر قرار گرفت اما منتقدین اشاره داشتند کسانی که بازی فاینال فانتزی ۷ را انجام نداده باشد، داستان این فیلم برایشان نامفهوم خواهد بود.

## شخصیت‌ها
- تاکاهیرو ساکورایی / استیو بورتون در نقش کلاود استرایف
- آیومی ایتو / ریچل لی کوک در نقش تیفا لاکهارت
- مایا ساکاموتو / مینا سوواری در نقش آیریس گینزبورو
- شوگو سوزوکی / استیون بلوم در نقش وینسنت ولنتاین
- شوتارو موریکوبو در نقش کاداج
- کنجی نومورا / فرد تاتاسیور در نقش لوز
- یوجی کیشی / دیو ویتن‌برگ در نقش یازو
- یومی کاکازو / کریستی کارلسون رومانو در نقش یوفی کیساراگی
- توشی‌یوکی موریکاوا / جورج نیوبرن در نقش سفیراث

## داستان
دو سال از وقایع فاینال فانتزی ۷ می‌گذرد، جایی که کلاود استرایف موفق به شکست سفیراث شد و در پی آن شهر میدگار نابود گشت.